# Bronx Zoo

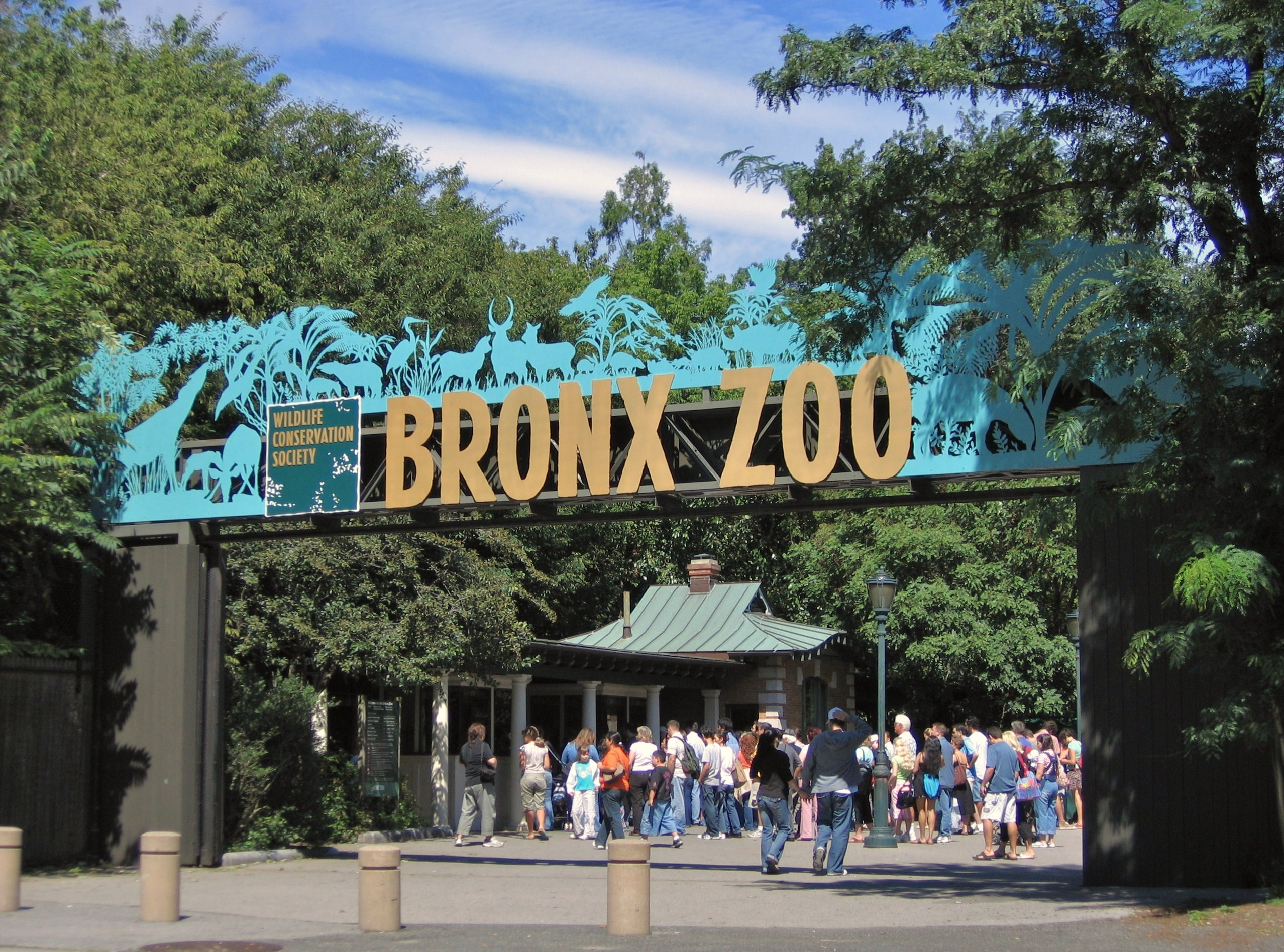
Vchod do zoologické zahrady Bronx

Bronx Zoo je zoologická zahrada nacházející se v Bronxu, jedné ze čtvrtí New Yorku, v Bronx Parku. To je největší metropolitní zoo ve Spojených státech a patří mezi největší na světě. V průměru zahradu navštíví 2,15 milionů návštěvníků ročně. Zoo se rozkládá na 107 ha, které zahrnují park a expozice. Skrz zoo protéká řeka Bronx. Zoo je součástí integrovaného systému čtyř zoologických zahrad a jednoho akvária, který je spravován Wildlife Conservation Society (WCS) a je akreditována Asociací Zoologických zahrad a Akvárií (AZA).